# Wasilij Pocztowski
Wasilij Tarasowicz Pocztowski (ros. Василий Тарасович Почтовский, ur. 1909 we wsi Gory-Bałdaj w guberni sankt-petersburskiej, zm. 17 czerwca 1947) – funkcjonariusz radzieckich służb specjalnych, podpułkownik.

## Życiorys
Pochodził z biednej rodziny chłopskiej. Do 1926 skończył 4 klasy szkoły II stopnia w Oranienbaumie, potem pracował jako rolnik i betoniarz fortu im. Bucharina w rejonie oranienbaumskim i ślusarz Leningradzkiej Fabryki Metalurgicznej, we wrześniu 1931 został członkiem WKP(b). Od marca 1932 do listopada 1933 odbywał służbę wojskową w twierdzy w Kronsztadzie, jednocześnie uczył się w szkole propagandzistów przy Siłach Morskich Morza Bałtyckiego w Kronsztadzie, później był propagandzistą Wydziału Politycznego Stanicy Maszynowo-Traktorowej w obwodzie leningradzkim, a od maja do września 1935 kursantem Domu Oświaty Partyjnej im. Kirowa. Od września 1935 do grudnia 1938 był funkcjonariuszem partyjnym w obwodzie leningradzkim i wołogodzkim, następnie wstąpił do NKWD - od 15 grudnia 1938 do stycznia 1939 był na kursach Centralnej Szkoły NKWD ZSRR, potem od 1 lutego 1939 do 26 lutego 1941 zajmował stanowisko zastępcy szefa Zarządu NKWD obwodu archangielskiego, 21 lutego 1939 otrzymał stopień kapitana bezpieczeństwa państwowego.
Od 26 lutego do 31 lipca 1941 był szefem Zarządu NKWD obwodu archangielskiego, od 20 sierpnia do grudnia 1941 szefem ochrony NKWD odcinka Strefy Obrony Moskwy, od 28 grudnia 1941 do lipca 1942 szefem Wydziału Specjalnego NKWD Obozu Specjalnego w Tambowie, a od lipca do 28 października 1942 szefem Wydziału Specjalnego NKWD Obozu Specjalnego w Kamyszynie. Od 28 października 1942 do 20 maja 1943 był szefem Wydziału Specjalnego NKWD/Wydziału Kontrwywiadu Smiersz Obozu Specjalnego w Griazowcu, 11 lutego 1943 awansowany na podpułkownika bezpieczeństwa państwowego, od 20 maja 1943 do 13 stycznia 1944 był szefem Wydziału Kontrwywiadu Smiersz Stalingradzkiego Obozu Specjalnego, od 1 października 1946 pracował w aparacie Doradcy MGB ZSRR przy MBP Polski. Był odznaczony Orderem Wojny Ojczyźnianej I klasy (28 października 1943), Orderem Czerwonej Gwiazdy (25 marca 1945) i innymi medalami.